# Joe Bonomo
Joseph "Joe" Bonomo (Coney Island, Nova Iorque, 25 de dezembro de 1901 – Los Angeles, Califórnia, 28 de março de 1978) foi um famoso atleta levantador de peso, dublê e ator de cinema estadunidense. Tendo iniciado sua vida artística como dublê, participando de 15 filmes nessa função, tornou-se também ator, tendo atuado em 34 filmes, muitas vezes no papel principal.

## Biografia
Bonomo era filho de Esther e Albert, imigrantes judeus sefarditas de Esmirna. Seu irmão ficou conhecido como o inventor das balas Turkish Taffy.
Desde criança Bonomo treinou para ser um atleta e venceu o concurso "Mr Modern Apollo" de 1921, onde os prêmios incluíam um contrato de dez semanas para participar de filmes. Ele começou como um dublê de Lon Chaney em The Hunchback of Notre Dame, e passou a fazer uma grande variedade de papeis. Bonomo perdeu o papel de Tarzan em Tarzan the Mighty por ter se machucado antes das filmagens. Ele estava no elenco para interpretar Tarzan mas, enquanto filmava Perils of the Wild, fraturou sua perna esquerda e ficou bastante ferido em uma cena perdendo o papel para Frank Merrill.
Com o advento do som, seu forte sotaque do Brooklyn o impediu de conseguir bons papeis no cinema. Ele permaneceu famoso pela série de anúncios de revista oferecendo musculação por correspondência.

## Vida pessoal
Bonomo foi casado com a atriz Ethel Newman até 28 de março de 1978 (morte dele), com quem teve uma filha, Joan.
Após se aposentar da atuação e das acrobacias, tornou-se um síndico de inventário do varejo bem sucedido. Sua fama como um cultor do corpo o levou à criação de uma linha de livros e folhetos sobre saúde e aptidão física.
Em homenagem a sua vida exemplar de desenvolvimento físico, seus muitos livros e cursos sobre musculação, halterofilismo, auto-defesa e auto-aperfeiçoamento, além de sua excelente performance no cinema como ator-dublê, o nome de Joe Bonomo foi homenageado postumamente com sua introdução no National Fitness Hall of Fame, em 2009.

## Filmografia parcial
- Hurricane Hutch (1921) (dublê)
- The Hunchback of Notre Dame (1923) (dublê de Lon Chaney)
- The Eagle's Talons (1923) (dublê)
- Beasts of Paradise (1923) (ator)
- Wolves of the North (1924) (ator)
- The Iron Man (1924) (ator)
- Perils of the Wild (1925) (ator principal e dublê)
- The Great Circus Mystery (1925) (ator)
- Heroes of the Wild (1927) (ator)
- The Golden Stallion (1927) (ator)
- The King of Kings (1927)
- The Chinatown Mystery (1928) (ator principal)
- The King of the Kongo (1929) (dublê/ gorila)
- The Lone Defender (1930) (dublê)
- The Phantom of the West (1931) (ator e dublê)
- The Sign of the Wolf (1931) (ator)
- Heroes of the Flames (1931) (ator)
- The Vanishing Legion (1931) (ator)
- Battling with Buffalo Bill (1931) (ator e dublê)
- The Last Frontier (1932) (ator e dublê))
- The Lost Especial (1932) (ator e dublê)
- The Jungle Mystery (1932) (dublê)
- Island of Lost Souls (1932) (dublê)
- The Sign of the Cross (não creditado, 1932)
- Just Plain Folks (1936) (ator)